# Risoluzione 1497 del Consiglio di sicurezza delle Nazioni Unite
Con la risoluzione 1497 del Consiglio di sicurezza delle Nazioni Unite del 1º agosto 2003, dopo aver espresso preoccupazione per la situazione in Liberia, il Consiglio di sicurezza delle Nazioni Unite autorizza la creazione di una forza armata multinazionale per intervenire nella seconda guerra civile in Liberia allo scopo di realizzare un accordo di cessate il fuoco usando "ogni mezzo necessario".